# Кроты (Черниговская область)
Кроты (укр. Кроти) — село в Прилукском районе Черниговской области Украины. Население — 26 человек. Занимает площадь 0,496 км².
Код КОАТУУ: 7424184002. Почтовый индекс: 17571. Телефонный код: +380 4637.

## География
Расстояние до районного центра:Прилуки : (11 км.). Расстояние до областного центра:Чернигов ( 122 км. ). Расстояние до столицы:Киев ( 123 км. ). Расстояния до аэропортов:Борисполь (98 км.). Ближайшие населенные пункты: Каневщина, Сухоствец, Тихое -3 км, Рудовка - 4 км.

## Власть
Орган местного самоуправления — Каневщинский сельский совет. Почтовый адрес: 17571, Черниговская обл., Прилукский р-н, с. Каневщина, ул. Г. Степанюка, 25.